# Рожер III (Сицилия)
Рожер III Сицилиански (на италиански: Ruggero III di Sicilia, Roger III, * 1175, † 29 декември 1193) от род Отвили, e нормански съ-крал на Кралство Сицилия през 1193 г. и херцог на Апулия и Калабрия (1189 – 1193) като Рожер V.

## Биография
Той е син и наследник на крал Танкред ди Лече (1138 – 1194) и на Сибила Ачера (1153 – 1205).
През 1193 г. баща му го жени за византийската принцеса Ирина Ангелина (1181 – 1208), дъщеря на византийския император Исак II Ангел и първата му съпруга, Ирина. Рожер е коронован за крал на Сицилия, но умира същата година. Последван е от брат му Вилхелм III (1185 – 1198) под регентството на майка му Сибила.
Ирина Ангелина се омъжва на 25 май 1197 г. за херцог Филип Швабски, по-късно от 8 март 1198 г. римско-немски крал на Германия, най-малкият син на Фридрих I Барбароса.